# 小島風雲
《小島風雲》（英語：The Upheaval）是香港無綫電視1986年拍攝製作的电视连续剧，全劇共20集，監製李鼎倫。

## 故事大綱
窮家女葉玲( 陳玉蓮飾 )，一個不甘平凡的女性，隨丈夫被賣到西澳洲當奴工，因而認識焦濟夫 ( 曾江飾 )，濟夫對她一見鍾情。因緣際會下，玲與夫發現了大批鑽石，在濟夫的協助下三人帶著鑽石逃走，可惜途中玲丈夫被殺，玲與濟夫唯有各佔一半鑽石到香港發展。二人憑著手上的鑽石分別成為香港舉足輕重的富豪，但表面從商的他們，暗地裡卻從事黑幫活動，二人勢均力敵。
玲在一次槍擊中，險遭殺害幸得探員易麟( 呂良偉飾 )所救，玲對麟亦產生好感。麟在籌備婚禮期間，巧遇由澳門隻身來港的歌女商金珠( 周海媚飾 )，二人一見鍾情，麟遂與沒有感情之未婚妻柳小眉( 唐麗球飾 )解除婚約，轉而追求金珠。與此同時，一直覬覦玲財色的濟夫，因妒忌玲對麟的愛意，遂設局陷害他，令麟被捕入獄。為救意中人，玲誓與濟夫一決雌雄，一幕幕黑幫大仇殺亦由此展開。

## 演員表
- 陳玉蓮 飾 葉玲
- 呂良偉 飾 易麟
- 曾　江 飾 焦濟夫
- 周海媚 飾 商金珠
- 王書麒 飾 葉立群
- 朱鐵和 飾 梁根（葉玲第一任丈夫）
- 李海生 飾 劉七
- 陳雅倫 飾 袁英
- 鄧汝超
- 吳瑞庭
- 胡渭康 飾 葉立雄
- 白　蘭
- 黎耀祥
- 唐麗球 飾 柳小眉
- 胡智龍
- 楊澤霖 飾 亞雞
- 黃思恩
- 曹　濟
- 虞天偉
- 黃宗賜
- 胡美儀
- 陳嘉碧
- 陳玉麟
- 司馬燕
- 田永加  飾 韋士成
- 黎壁光
- 高　雄
- 徐威信
- 張文光
- 鮑偉亮
- 羅國維
- 鄭君熾
- 蘇漢生
- 麥子雲
- 何禮男
- 吳博君
- 何璧堅
- 陳中堅
- 李國平
- 吳華山
- 冼灝英
- 張志強
- 曾偉明
- 羅振彪
- 駱應鈞
- 王靜儀
- 基保羅
- 曾慧雲
- 馬慧玲
- 梁潔芳
- 陸應康
- 馮　國
- 陳榮峻
- 葉觀楫
- 區　嶽
- 何廣倫
- 孫季卿
- 李清薇
- 林丹鳳
- 凌　漢
- 石毅魂